# Nemocnice Lani'ado

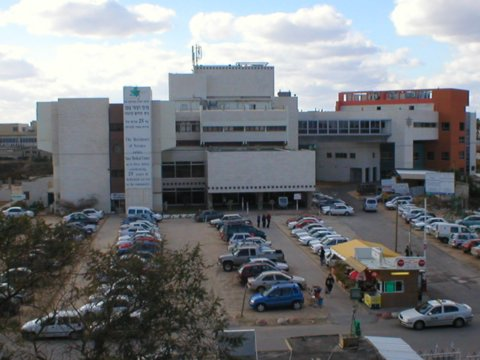
Budova nemocnice

Nemocnice Lani'ado (hebrejsky: בית חולים לניאדו, Bejt cholim Lani'ado, oficiálně מרכז רפואי צאנז - בית חולים לניאדו, Merkaz refu'i Sanz - Bejt cholim Lani'ado, doslova Zdravotní centrum Sanz - nemocnice Lani'ado, anglicky: Sanz Medical Center-Laniado Hospital) je nemocnice v severní části města Netanja v Izraeli.

## Geografie
Leží v nadmořské výšce cca 20 metrů v severní části Netanje ve čtvrti Kirjat Sanz, na pobřeží Středozemního moře.

## Popis
Vznikla v roce 1976. Pojmenována je podle dvou židovských bratrů Alphonse a Ja'akova Avrahama Lani'adových, kteří pocházeli ze Sýrie, pak se jejich domovem stalo Švýcarsko, kde působili v bankovnictví. Ve své závěti stanovili, že jejich majetek má být použít na založení nemocnice v Izraeli. Zbylé potřebné peníze sehnal rabín Jekuti'el Jehuda Halberstam, který byl členem chasidské dynastie z města z města Nowy Sącz (Sanz) v Haliči (dnes Polsko). Jde o neziskové soukromé zařízení. Jeho zájmová oblast zahrnuje 250 000 obyvatel okolního regionu. Nemocnice má cca 400 lůžek.